# Bernard Waley Cohen
Sir Bernard Nathaniel Waley-Cohen, 1. Baronet (* 29. Mai 1914; † 3. Juli 1991 in Simonsbath, Somerset) war Londoner Lord Mayor.
Bernard Waley Cohen war Sohn des englisch-jüdischen Chemikers der Royal Dutch Shell Company, Sir Robert Waley Cohen und 1949 bis 1984 Alderman des Londoner Stadtviertels Portsoken Ward. 1955/56 war er Sheriff, 1960/61 nachfolgend Lord Mayor der City of London. 1949 bis zu seinem Tod war Waley-Cohen Lieutenant der Commission of Lieutenancy Londons.
1957 wurde er zum Knight Bachelor erhoben, 1961 zum erblichen Baronet, of Honymead in the County of Somerset. Waley-Cohen war Mitglied des College Committee's des University College London (1953–1980), deren Schatzmeister (1962–1970), danach stellvertretender Vorsitzender (1970) und ab 1971 Vorsitzender.

## Ehe und Nachkommen
Aus seiner 1943 geschlossenen Ehe mit Hon. Joyce Constance Ina Nathan, Tochter des Harry Nathan, 1. Baron Nathan, hatte er vier Kinder:
- Rosalind Alice Waley-Cohen (* 1945)
- Sir Stephen Harry Waley-Cohen, 2. Baronet (* 1946), Titelerbe
- Robert Bernard Waley-Cohen (* 1948), ⚭ 1975 Felicity Ann Samuel, Tochter des Marcus Samuel, 3. Viscount Bearsted
- Eleanor Joanna Waley-Cohen (* 1952), Historikerin